# Copestylum meretricias
Copestylum meretricias är en tvåvingeart som först beskrevs av Samuel Wendell Williston  1888.  Copestylum meretricias ingår i släktet Copestylum och familjen blomflugor. Inga underarter finns listade i Catalogue of Life.